# Olympische Sommerspiele 2008/Teilnehmer (Papua-Neuguinea)
| Gelbes Symbol für Goldmedaillen mit stilisierten Olympischen Ringen | Graues Symbol für Silbermedaillen mit stilisierten Olympischen Ringen | Braundes Symbol für Bronzemedaillen mit stilisierten Olympischen Ringen |
| ------------------------------------------------------------------- | --------------------------------------------------------------------- | ----------------------------------------------------------------------- |
| —                                                                   | —                                                                     | —                                                                       |

Seit 1976 nahm Papua-Neuguinea fortwährend an den Olympischen Spielen teil. Nur 1980 nahm das Land im Zuge des Boykotts nicht an den Spielen teil. Mit der Teilnahme an den Olympischen Spielen 2008 in Peking war Papua-Neuguinea insgesamt zum 8. Mal vertreten. Sieben Athleten (3 Männer, 4 Frauen) traten in fünf Sportarten an. 

## Teilnehmer nach Sportart

### Boxen
Jack Willie qualifizierte sich bei den Ozeanienmeisterschaften für die Olympischen Spiele
- Jack Willie
Männer, Ultrafliegengewicht

### Gewichtheben
- Dika Toua
Frauen, Klasse bis 49 kg

### Leichtathletik
- Mae Koime
Frauen, 100 Meter Sprint
- Mowen Boino
Männer, 400 Meter Hürden

### Schwimmen
- Ryan Pini
Männer, 100 m Freistil, 200 m Freistil, 100 m Schmetterling
- Anna-Liza Mopio-Jane
Frauen, 50 m Freistil

### Taekwondo
- Theresa Tona
Frauen, Klasse bis 49 kg